# Farshid Esmaeili
Farshid Esmaeili (23 de fevereiro de 1994), é um futebolista iraniano que joga como meia. Atualmente, joga pelo Fajr Sepasi.

## Carreira
Esmaeili começou sua carreira no Badr Hormozgan. No verão de 2011 ele foi para o Fajr Sepasi Sub-20 e depois de uma boa temporada, ele foi promovido para a equipe principal. Ele fez sua estréia para Fajr Sepasi em 6-1 vitória contra o Damash em 15 de setembro de 2012.